# Châteauneuf-le-Rouge
Châteauneuf-le-Rouge település Franciaországban, Bouches-du-Rhône megyében. Lakosainak száma 2331 fő (2022. január 1.). Châteauneuf-le-Rouge Beaurecueil, Fuveau, Meyreuil, Rousset és Saint-Antonin-sur-Bayon községekkel határos.

## Népesség
A település népességének változása:
| Lakosok száma | 165  | 1071 | 1283 | 2053 | 2150 | 2172 | 2235 | 2380 | 2358 | 2331 |
|               | 1968 | 1982 | 1990 | 2006 | 2013 | 2015 | 2017 | 2019 | 2020 | 2022 |